# Babak Payami
Babak Payami, pers. بابک پیامی (ur. 1966 w Teheranie) – irański reżyser, scenarzysta i producent filmowy. Laureat Srebrnego Lwa za najlepszą reżyserię na 58. MFF w Wenecji za film Wybory (2001). Jego kolejny obraz, Cisza między dwiema myślami (2003), zaprezentowany został w sekcji "Controcorrente" na 60. MFF w Wenecji.